# 蒙特卡洛拉力賽
蒙特卡洛拉力赛（Rallye Automobile de Monte-Carlo），是一项起源于1911年的汽车拉力赛。最初比赛的名称为摩纳哥拉力赛，1924年改名为蒙特卡洛拉力赛。作为世界上第二小的国家，国土面积仅为1.95平方公里的摩纳哥自然没有场地进行长距离的拉力比赛，因此比赛实际上是在欧洲其他国家进行的。1973年世界拉力锦标赛开始后，蒙特卡洛拉力赛成为了这一赛事的首场分站赛。